# Protectorado francés de Annam
El protectorado francés de Annam (en vietnamita: An Nam o Trung Kỳ; ortografía alternativa: Anam) era un protectorado francés que abarcaba la región central de Vietnam. Antes del establecimiento del protectorado, el nombre Annam se usaba en occidente para referirse a Vietnam en su conjunto; los vietnamitas eran referidos como annamitas. El protectorado de Annam se convirtió en 1887 en parte de la Indochina francesa. Otras dos regiones vietnamitas, Cochinchina (Nam Kỳ) en el sur y Tonkín (Bắc Kỳ) en el norte, también eran unidades de la Indochina francesa. La región tenía un sistema dual de administración francesa y vietnamita. La dinastía Nguyễn todavía gobernaba nominalmente a Annam, con un emperador títere que residía en Huế. En 1948, el protectorado se fusionó en el "Gobierno Central Provisional de Vietnam", que fue reemplazado al año siguiente por el recién establecido Estado de Vietnam. La región se dividió entre Vietnam del Norte comunista y Vietnam del Sur anticomunista bajo los términos del Acuerdo de Ginebra de 1954.

## Etimología y uso precolonial

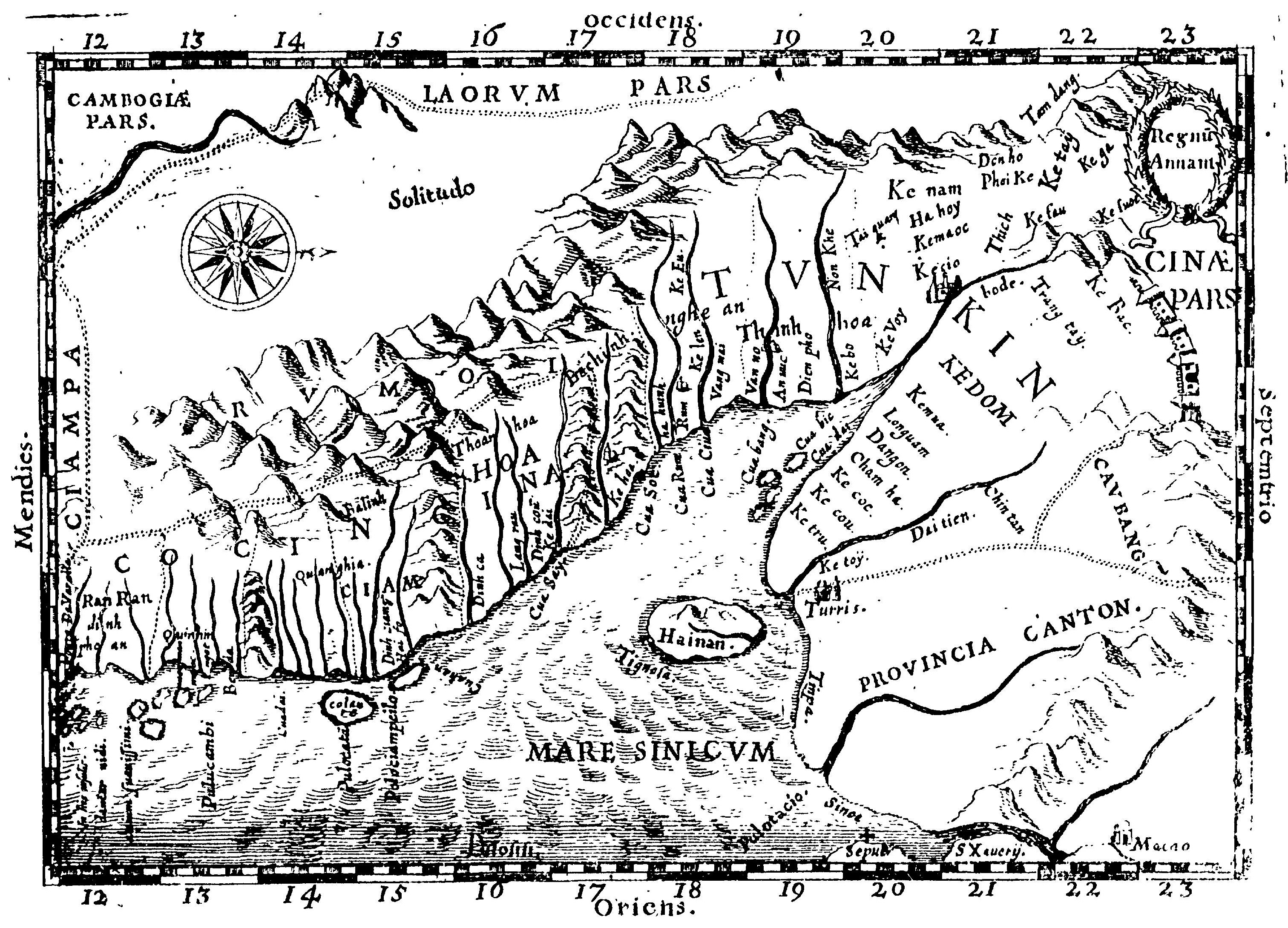
Viejo mapa de Annam, dibujado por Alexandre de Rhodes (1651).

Annam significa "Sur Pacificado" en chino-vietnamita, el topónimo se deriva del chino An Nan (chino: 安南; pinyin: Ānnán). En la historia de Vietnam, la designación es una de varias otorgadas por los chinos a Tonkín, el territorio norteño de la actual Vietnam que rodea la ciudad de Hanói, que incluía tierras desde el golfo de Tonkín hasta las montañas que rodean las llanuras del río Rojo.
El nombre también se ha aplicado a la Cordillera Annamita (en francés: la Chaîne Annamitique), una cadena montañosa de 1100 km con una altura de hasta 2958 metros que divide Vietnam y Laos. El idioma vietnamita o sus dialectos centrales se llamaban "annameses", como en el diccionario seminal Dictionarium Annamiticum Lusitanum et Latinum.
An Nam se considera generalmente ofensiva y degradante para los vietnamitas, y se usa principalmente de manera sarcástica. Trung Kỳ (también deletreado Trung Kì) se usa en su lugar en contextos formales.

## Historia
El área fue conquistada en el año 200 a. C. por China que le otorgó el nombre de Annam, mismo que nunca fue usado por los oriundos del lugar. Se volvió independiente en el siglo XV, preparando el camino para el estable desplazamiento vietnamita hacia el delta del río Mekong. Cuando Vietnam fue unificada en 1802, la ciudad de Huế pasó a ser la capital.
Hacia el final del siglo XVIII una rebelión derrocó a los señores Nguyễn, pero uno de sus miembros, Gia Long, con la ayuda de una fuerza francesa en 1801, adquirió el control sobre todo el actual Vietnam (Annam, Tonkín y Cochinchina). Pigneau de Béhaine, obispo titular de Adran, vio en la condición política de Annam un medio para establecer la influencia francesa en Indochina y contrarrestar el poder inglés en la India. Antes de esto, en 1787, Gia Long había concluido un tratado con Luis XVI, mediante el cual a cambio de una promesa de ayuda, cedió Tourane y Pulo-Condore a los franceses. Ese tratado marca el comienzo de la influencia francesa en Indochina.
España y Francia firmaron un tratado con el Emperador de Annam, por el que los dos países obtuvieron protección para los misioneros y ventajas comerciales en los territorios de Indochina. Sin embargo, mientras Francia logró una gran colonia compuesta por tres provincias, España, al no haber delimitado bien los términos del acuerdo, no obtuvo territorio alguno.
El centro de Vietnam cayó gradualmente bajo el control francés en el siglo XIX; después de conquistar Cochinchina en 1858-1862, los franceses reanudaron en 1883 su expansión en el sureste de Asia. El primer tratado de protectorado se firmó en 1883, aunque fue reemplazado al año siguiente por un tratado un poco más suave. Con el tratado de Tientsin de 1885, China reconoció el protectorado francés sobre Annam y Tonkín y abandonó implícitamente sus propios reclamos de soberanía sobre Vietnam. Annam y Tonkín se convirtieron en parte de la Indochina francesa en 1887. El 9 de mayo de 1889, se dividieron en dos Résidences supérieures, cada una subordinada al Gobernador General de la Indochina francesa. La dinastía Nguyễn todavía gobernaba nominalmente sobre ambos protectorados. Tonkín fue gobernado de facto directamente por los franceses, mientras que el gobierno imperial mantuvo cierto grado de autoridad sobre Annam. El 27 de septiembre de 1897, el consejo imperial vietnamita en Annam fue reemplazado por un consejo de ministros, presidido de jure por el representante francés.
La región fue repartida entre norte y sur en 1954 y el último Emperador de Annam fue depuesto en 1955. En 1976 cesó la división entre Vietnam del Norte y Vietnam del Sur. Entre las localidades más importantes de esta llanura están Da Nang y Huế.

## Administración

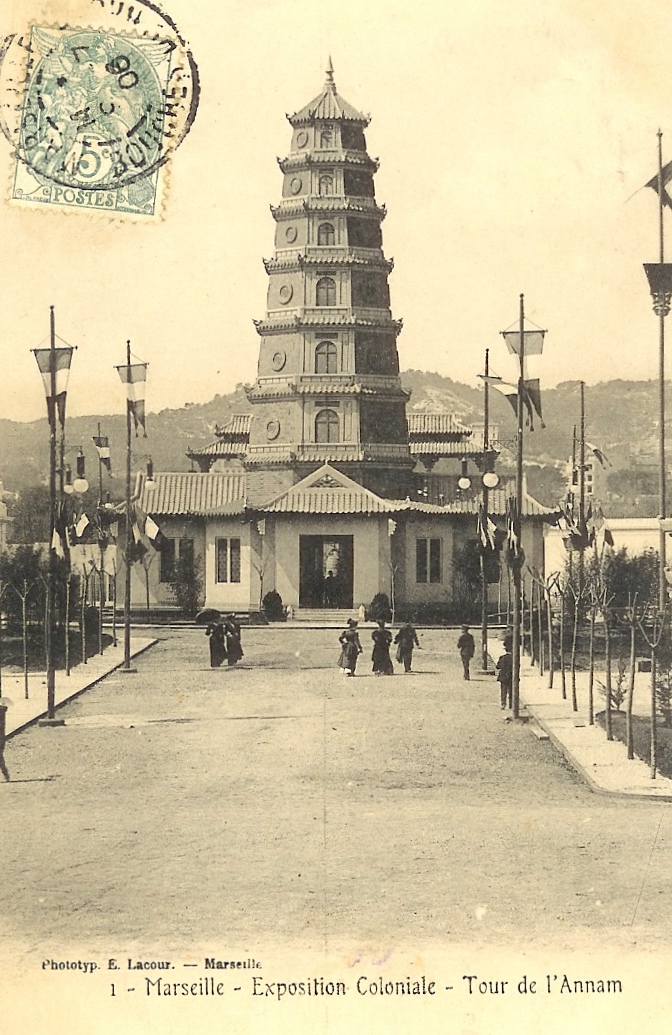
Postal de la Torre Annam, construida en Marsella para la Exposición Colonial de 1906.

Annam fue gobernado en teoría por su emperador, asistido por el comat o consejo secreto, compuesto por los jefes de los seis departamentos ministeriales del interior, finanzas, guerra, rituales, justicia y obras públicas, que fueron nominados por el emperador. El Residente Superior, estacionado en Huế, era el representante de Francia y el gobernante virtual del país. Presidió un consejo (Conseil de Protectorat) compuesto por los jefes de los servicios franceses en Annam, junto con dos miembros del comat; este organismo deliberó sobre cuestiones de impuestos que afectaban el presupuesto de Annam y sobre obras públicas locales. Un gobernador nativo (Tong Doc o Tuan Phu), asistido por un personal nativo, administraba cada una de las provincias en las que se dividía el país, y los funcionarios nativos de rango inferior gobernaban las áreas en las que estas provincias estaban subdivididas. Los gobernadores tomaban sus órdenes del gobierno imperial, pero estaban bajo la supervisión de los residentes franceses.
Los funcionarios nativos eran nombrados por el tribunal, pero el Residente Superior tenía poder para anular un nombramiento. La clase oficial o mandarina fue reclutada de todos los rangos de la gente mediante un examen competitivo. En la provincia de Tourane (Da Nang), solo un tribunal francés ejerció jurisdicción, pero administró con leyes nativas en lo que respecta a los aborígenes. Fuera de este territorio los tribunales nativos sobrevivieron.

## Economía
Durante el período francés hubo poca industria. La economía era agrícola basada en:
- El cultivo de arroz, que crece principalmente en los pequeños deltas a lo largo de la costa y en algunos distritos, da dos cosechas al año.
- Pesca, salazón de pescado y preparación de salsa de pescado.[3]

El hilado y el tejido de la seda se llevaron a cabo en lo que la Undécima Edición de la Enciclopedia Británica llamó "líneas anticuadas ... los gusanos de seda [son] criados de manera deslumbrante". Otros cultivos fueron té, tabaco, algodón, canela, maderas preciosas y caucho. El café, la pimienta, la caña de azúcar y el yute también se cultivaron en menor medida. Las exportaciones comprendieron té, seda cruda y pequeñas cantidades de algodón, arroz y caña de azúcar. Las importaciones incluyeron arroz, productos de hierro, harina, vino, opio y productos de algodón. Había minas de carbón en Nong Son, cerca de Da Nang, y también minería de oro, plata, plomo, hierro y otros metales que ocurren en las montañas. La trata de personas con mujeres y niños anamitas a China se produjo entre 1870 y 1940. El comercio, que estaba controlado por los chinos, se realizaba principalmente en el mar, siendo los principales puertos Da Nang y Qui Nhơn, abiertos al comercio europeo.